# Stremyhorod (przystanek kolejowy)
Stremyhorod (ukr. Стремигород) – przystanek kolejowy w pobliżu miejscowości Stremyhorod, w rejonie korosteńskim, w obwodzie żytomierskim, na Ukrainie. Położony jest na linii Kijów – Korosteń – Kowel.